# 松武
松武（1973年3月10日—，O型）是日本漫畫家，日本埼玉縣人。

## 概要
其漫畫作品為描寫男同性戀情節的短篇漫畫（含情色情節）為主，
但由於筆下的男性風格多半粗獷有型，
劇情也深得男同志共鳴，因此漫畫受到廣大男同志的歡迎。
與一般女性向BL漫畫不同，由於主要讀者族群為男同志，因此此類型漫畫被稱為「G漫」。
松武本身也為男同志，有一個已經交往七年以上的男友，稱呼他為老公。
飼養了一隻名字叫做*的貓。

## 出道歷程
首先在以男同志為顧客取向之漫畫雜誌筋肉男擔當封面、彩頁畫家，
在筋肉男上為固定連載。
筋肉男停刊後，轉往許多漫畫雜誌上連載，
如肉體派、激男、裏激男、爆男、G-men等同志雜誌。

## 作品列表
- （2004年）
- （2005年、出版）
- （2007年、出版）
- （2007年、出版）
- （2008年、出版）
- 極上親父!!（2008年、出版）
- 新米銀行員 九竜光司の受難（2009年、出版）
- 想い想われスリスラレ（2010年、出版）
- 松花堂（2008年、松武與松崎司合同本，為同人誌，於夏季場販賣）
- 松花堂2（2008年、松武與松崎司合同本，為同人誌，於冬季場販賣）
- 松花堂3（2009年、松武與松崎司合同本，為同人誌，於夏季場販賣）
- 松花堂4（2009年、松武與松崎司合同本，為同人誌，於冬季場販賣）
- 男子★ごはん（2010年、松武與松崎司合同本，為同人誌，於春季場販賣）

由於台灣尚未正式有書商代理，
因此目前市面流通的正版書籍僅有日文版。
中文版多為喜愛作品的讀者自行翻譯以及某些私人性質出版作坊合並譯印。

## 外部連結
- 松武個人網站 （页面存档备份，存于）